# Aéroport international de Shanghai Hongqiao

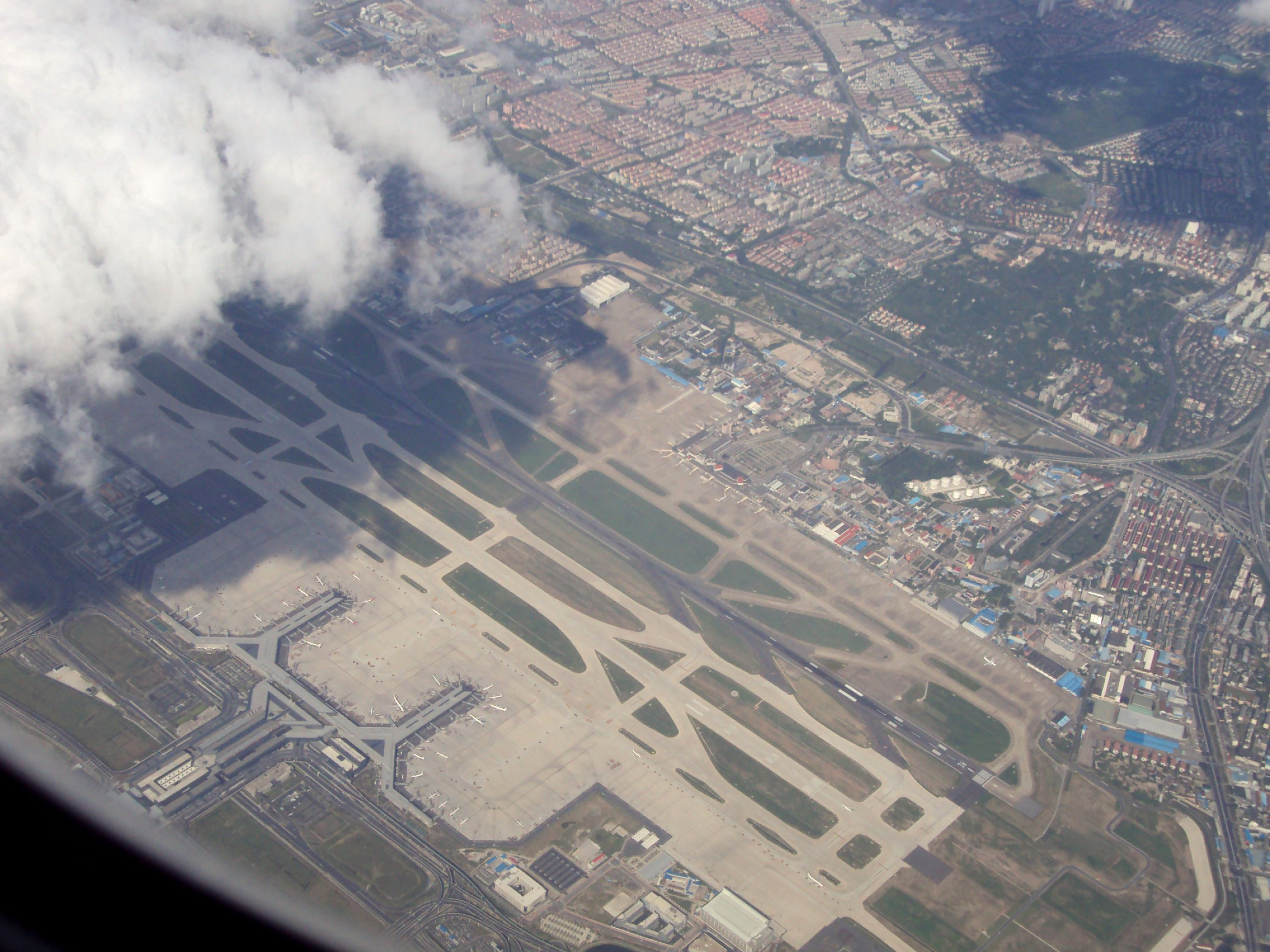
Aeroport international de Shanghai Hongqiao (vue aérienne)

Pour les articles homonymes, voir Hongqiao.
L'aéroport international de Shanghai Hongqiao (上海虹桥国际机场) est le plus ancien des deux aéroports de la métropole chinoise de Shanghai, situé à Puxi dans le village de Hongqiao, district de Changning. Il est destiné aux vols intérieurs (plus quelques vols vers la Corée et le Japon). Depuis le 16 septembre 1999, les vols internationaux sont assurés depuis l'aéroport international de Shanghai-Pudong, situé dans le district de Pudong.

## Situation

### Carte des cinquante premiers aéroports de Chine.
| \| 500 km1:25 016 000 \| Baotou Canton Changchun Changsha Chengdu-CTU Chengdu-TFU Chongqing Dalian Fuzhou Guilin Guiyang Haikou Hailar Hangzhou Harbin Hefei Hohhot Jinan Jinghong Kunming Lanzhou Lhassa Lijiang Nanchang Nankin Nanning Ningbo Pékin · Capitale Pékin · Daxing Qingdao Quanzhou Sanya Shanghaï-Pudong Shanghaï-Hongqiao Shantou-Chaozhou-Jieyang Shenyang Shenzhen Shijiazhuang Taiyuan Tianjin Ürümqi Wenzhou Wuhan Suzhou Xiamen Xi'an Xining Yantai Yinchuan Zhengzhou Zhuhai-Jinwan |
| 500 km1:25 016 000 |

## Extension
Une nouvelle piste d'atterrissage a été ouverte le 16 mars 2010, capable de recevoir l'A380,. Cela fait de Shanghai la première ville de Chine équipées de cinq pistes civiles (Shanghai-Pudong et Shanghai-Hongqiao combinés). Toutes les compagnies pour les vols intérieurs sont logées dans le nouveau terminal T2. L'ancien terminal T1 est réservé aux vols internationaux et à Spring Airlines.

## Statistiques
Pour des raisons techniques, il est temporairement impossible d'afficher le graphique qui aurait dû être présenté ici.

Voir la requête brute et les sources sur Wikidata.

## Compagnies aériennes et destinations

### Vols passagers
| Compagnies              | Destinations |
| ----------------------- | --- |
| Air China               | Pékin-Capitale, Chengdu-Shuangliu, Chongqing-Jiangbei, Canton-Baiyun, Taïpei-Songshan, Tianjin Binhai |
| Air Macau               | Macao |
| All Nippon Airways      | Tokyo-Haneda |
| Asiana Airlines         | Séoul-Gimpo |
| Cathay Dragon           | Hong Kong |
| Chengdu Airlines        | Chengdu-Shuangliu, Yueyang |
| China Airlines          | Taïpei-Songshan |
| China Eastern Airlines  | - Anqing-Tianzhushan (en), - Pékin-Capitale, - Changsha, - Chengdu-Shuangliu, - Chongqing-Jiangbei, - Dali, - Daqing, - Diqing Shangri-La (en), - Dunhuang, - Enshi Xujiaping, - Fuzhou-Chánglè, - Ganzhou Huangjin, - Canton-Baiyun, - Guilin-Liangjiang, - Guiyang, - Harbin Taiping, - Hohhot, - Hong Kong, - Jiayuguan (en), - Shantou-Chaozhou-Jieyang, - Jinan, - Kachgar-Kashi, - Kunming-Changshui, - Lanzhou, - Lijiang, - Lincang (zh), - Linyi (zh), - Liuzhou, - Luoyang, - Macao, - Dehong Mangshi, - Mudanjiang, - Nanchang-Changbei, - Nanning, - Simao (en), - Qingdao-Jiaodong, - Séoul-Gimpo, - Shenyang, - Shenzhen-Bao'an, - Taïpei-Songshan, - Taiyuan-Wusu, - Tengchong Tuofeng (en), - Tianjin Binhai, - Tokyo-Haneda, - Ulan hot, - Ürümqi-Diwopu, - Wēihǎi, - Wenshan-Puzhehei (en), - Wuhai (zh), - Wuhan, - Wuyishan (en), - Xiamen-Gaoqi, - Xi'an-Xianyang, - Xining-Caojiabao, - Xinyang Minggang (en), - Yan An, - Yancheng, - Yanji, - Yantai, - Yinchuan Hedong, - Yulin (en), - Zhengzhou, - Zhuhai |
| China Southern Airlines | Pékin-Capitale, Chengdu-Shuangliu, Canton-Baiyun, Guiyang, Kachgar-Kashi, Nanning, Ordos Ejin Horo, Shenzhen-Bao'an, Ürümqi-Diwopu, Yining, Zhengzhou |
| China United Airlines   | Pékin-Nanyuan, Shijiazhuang, Tianjin Binhai |
| EVA Air                 | Taïpei-Songshan |
| Hainan Airlines         | Pékin-Capitale, Canton-Baiyun, Ürümqi-Diwopu |
| Hebei Airlines          | Shijiazhuang |
| Hong Kong Airlines      | Hong Kong |
| Japan Airlines          | Tokyo-Haneda |
| Juneyao Airlines        | Pékin-Capitale, Bijie-Feixiong (en), Changsha, Chengdu-Shuangliu, Chizhou Jiuhuashan (en), Chongqing-Jiangbei, Canton-Baiyun, Guiyang, Kunming-Changshui, Lanzhou, Nanning, Sanya-Phénix, Séoul-Gimpo, Shenzhen-Bao'an, Taiyuan-Wusu, Tokyo-Haneda, Ürümqi-Diwopu, Wuhan, Xi'an-Xianyang, Zhuhai, Zunyi (zh) |
| Korean Air              | Séoul-Gimpo |
| Lucky Air               | Kunming-Changshui, Yichun-Mingyueshan |
| Shandong Airlines       | Chongqing-Jiangbei, Jinan, Qingdao-Jiaodong, Xiamen-Gaoqi, Yantai |
| Shanghai Airlines       | - Pékin-Capitale, - Changsha, - Chengdu-Shuangliu, - Chongqing-Jiangbei, - Fuyang (en), - Fuzhou-Chánglè, - Canton-Baiyun, - Guilin-Liangjiang, - Guiyang, - Haikou, - Hong Kong, - Hailar, - Hohhot, - Hotan (en), - Jiamusi (en), - Shantou-Chaozhou-Jieyang, - Ji'an, - Jixi Xingkaihu (en), - Kunming-Changshui, - Lanzhou, - Lianyungang-Huaguoshan, - Macao, - Nanchang-Changbei, - Nanning, - Ordos Ejin Horo, - Qingdao-Jiaodong, - Qiqihar-Sanjiazi, - Sanya-Phénix, - Séoul-Gimpo, - Shenyang, - Shenzhen-Bao'an, - Taïpei-Songshan, - Taiyuan-Wusu, - Tianjin Binhai, - Tokyo-Haneda, - Ürümqi-Diwopu, - Wenzhou-Longwan, - Wuhan, - Xiamen-Gaoqi, - Xi'an-Xianyang, - Jinghong Xishuangbanna Gasa, - Yantai, - Zhanjiang-Wuchuan, - Zhengzhou, - Zhuhai |
| Shenzhen Airlines       | Canton-Baiyun, Jingdezhen, Shenzhen-Bao'an |
| Spring Airlines         | - Changde Taohuayuan (en), - Changsha, - Chengde Puning (en), - Chengdu-Shuangliu, - Chongqing-Jiangbei, - Dongying (en), - Enshi Xujiaping, - Canton-Baiyun, - Guiyang, - Hohhot, - Huaihua (zh), - Shantou-Chaozhou-Jieyang, - Kunming-Changshui, - Lanzhou, - Qianjiang Wulingshan (en), - Qingdao-Jiaodong, - Qingyang (en), - Quanzhou Jinjiang, - Shenzhen-Bao'an, - Shijiazhuang, - Ürümqi-Diwopu, - Xi'an-Xianyang, - Xiamen-Gaoqi, - Jinghong Xishuangbanna Gasa, - Yinchuan Hedong, - Zhangjiakou Ningyuan (en), - Zhanjiang-Wuchuan, - Zhuhai, - Zunyi (zh) |
| Tianjin Airlines        | Tianjin Binhai |
| Tibet Airlines          | Chengdu-Shuangliu, Lhassa-Gonggar |
| Xiamen Air              | Pékin-Capitale, Chongqing-Jiangbei, Fuzhou-Chánglè, Quanzhou Jinjiang, Shenzhen-Bao'an, Xiamen-Gaoqi |

Édité le 25/05/2019

### Cargo
- Suparna Airlines

## Transports en commun

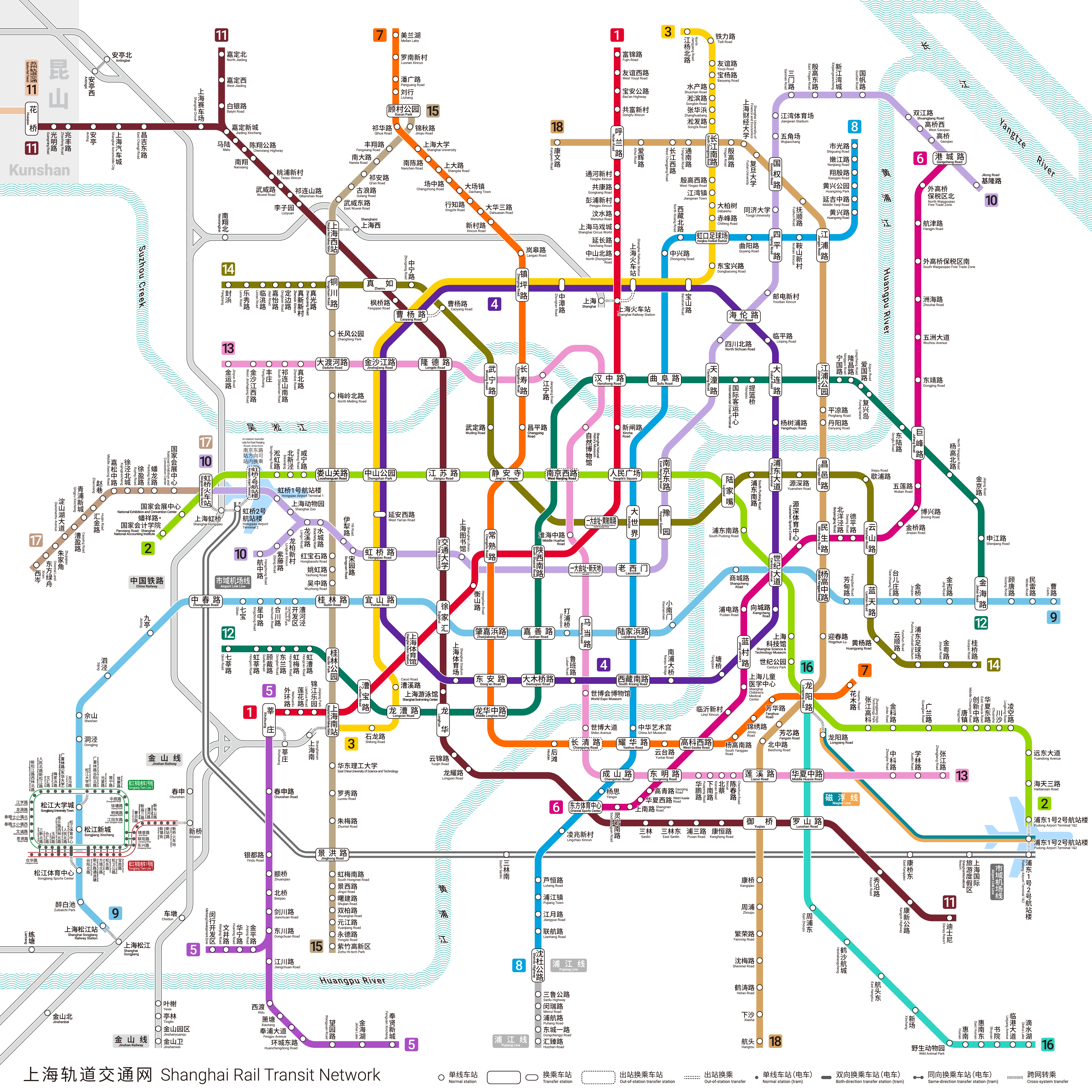
Une carte du transit ferroviaire de Shanghai guide les passagers vers leur destination.

La ligne 2 du métro de Shanghai est opérationnelle et relie l'aéroport de Pudong à celui de Hongqiao. Le Transrapid de Shanghai devait être prolongé jusqu'à cet aéroport en 2010, mais le projet a été abandonné. Une ligne de train urbain, l'Airport Link Line, relie les deux aéroports depuis le 27 décembre 2024.
La gare de Shanghai-Hongqiao, permet de relier l'aéroport à différentes villes de Chine par train à grande vitesse.
Aujourd'hui, il existe différentes lignes de bus menant aux autres points importants de la ville :
- Ligne 2 relie l'aéroport de Pudong ;
- Ligne 'Airport Special' (上海机场专线)ddmap.com ligne directe au terminal aérien de la ville « temple Jingan »(静安寺) toutes les 15/30 minutes ;
- Ligne 806 ddmap.com au pont Lupu（卢浦大桥）, de 6 h à 21 h 30, toutes les 10/15 minutes, avec des arrêts au zoo de Shanghai(上海动物园), à l'université Jiaotong(交通大学） ainsi qu'à Xu jiahui(徐家汇);
- Ligne 807ddmap.com au village nouveau de Qingjian (清涧新村), de 6 h à 22 h, toutes les 10/20 minutes, arrêt à  Chengjiaqiao et Beixinjing ;
- Ligne 925A [] à la place du peuple (人民广场) entre 6 h et 21 h et marque des arrêts à Nouveau village de l'aéroport, place de l'aéroport, Zoo de Shanghai(上海动物园), Chengjiaqiao, North Hongmei Rd., Hongxu Rd., Hongqiao Development Area, West Zhongshan Rd., Dingxi Rd., Jiangsu Rd., Zhenning Rd., Huashan Rd., North Shanxi Rd., North Chongqing Rd. ;
- Ligne 938 ddmap.com à Pudong Yangjiadu(杨家渡) de 6 h à 24 h (dernier départ), toutes les 8/15 minutes, passe par le zoo de Shanghai Zoo(上海动物园) et Wan tiguan ;
- Ligne 941 ddmap.com à la gare ferroviaire de Shanghai (上海站) de 6 h à 23 h, toutes les 10 minutes, en marquant les arrêts au zoo(上海动物园), à Cheng jiaqiao, à North Hongmei Rd., Hongxu Rd., Honggu Rd., SHuicheng Rd., Maotai Rd., Xianxia Hotel, Furongjiang Rd., Loushanguan Rd., Zunyi Rd., West Zhongshan Rd., Changning Rd., Zhongshan Park, Jiangsu Rd., Caojiadu, The Sixth Spinnery, Jiaozhou Rd., Changde Rd., Xikang Rd.